# Perne (Klipphausen)

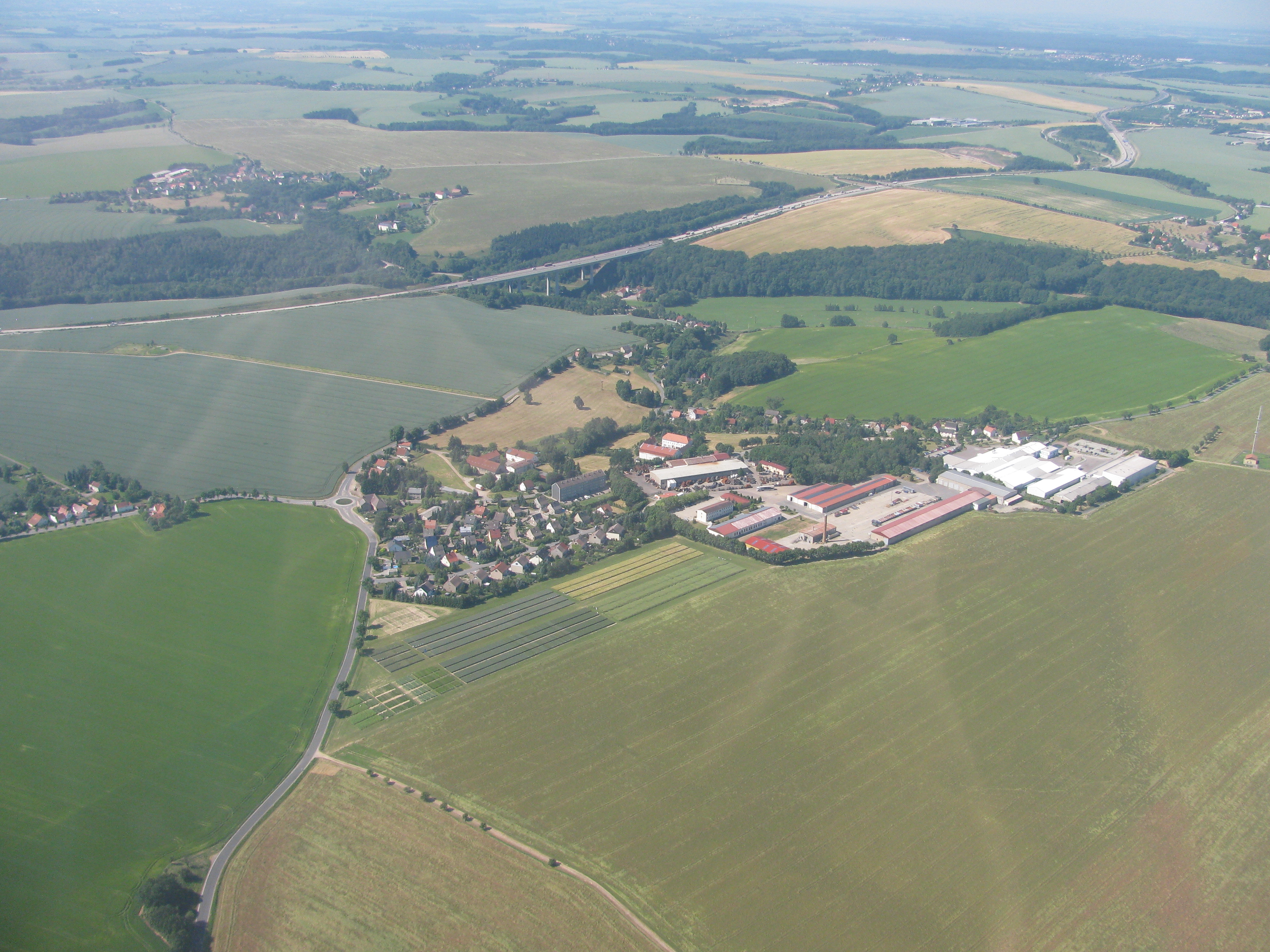
Groitzsch und Perne (Vordergrund) aus der Vogelperspektive

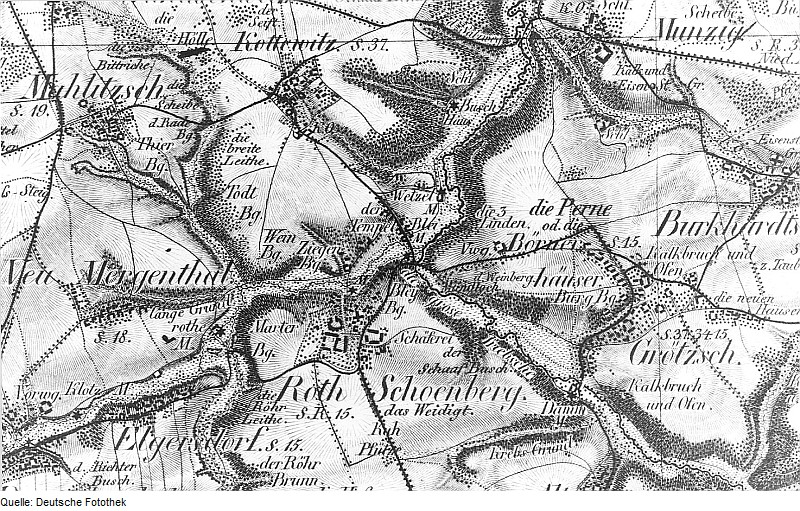
„Die Perne oder die Börnerhäuser“ auf einer Karte aus dem 19. Jahrhundert

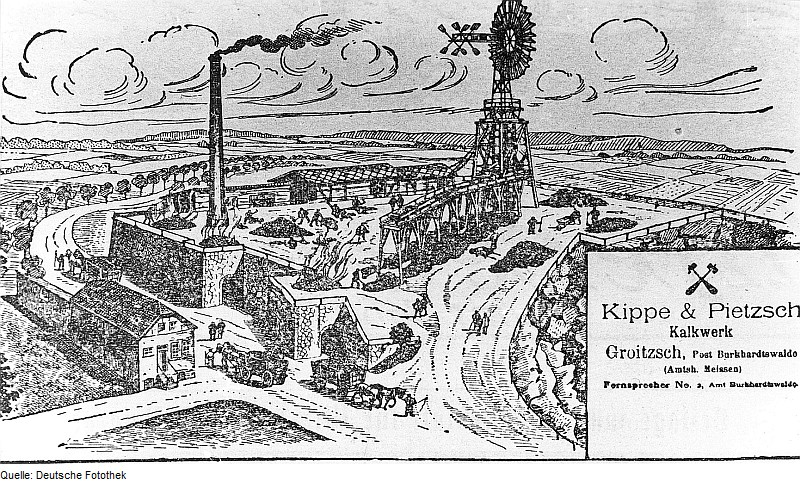
Das Kalkwerk Perne im Jahr 1912

Perne ist ein Ortsteil der Gemeinde Klipphausen im Landkreis Meißen, Sachsen. 

## Geographie
Perne liegt im Meißner Hochland zwischen Wilsdruff, Nossen und Meißen. Das Dorf ist umgeben von den anderen zu Klipphausen gehörenden Ortsteilen Groitzsch im Osten, Tanneberg im Süden, Rothschönberg im Westen und Munzig im Norden. Es befindet sich im äußersten Osten der Gemarkung Rothschönberg. Südlich von Perne, das entlang der gleichnamigen Straße liegt, verlief bis 1999 die Bundesautobahn 4 durch das Tanneberger Loch. 

## Geschichte
Perne entstand im 18. Jahrhundert als Häuslerzeile in der Nähe eines Vorwerks des Ritterguts Rothschönberg, dessen Besitzer die Grundherrschaft im Ort ausübten. Die ersten Bewohner der Siedlung waren Tagelöhner, die beim Kalkabbau im benachbarten Groitzsch beschäftigt waren. Im Jahr 1791 wurde der Ort erstmals erwähnt. Sein Ortsname geht wahrscheinlich auf einen alten Flurnamen zurück, der sich auch in der „Pernberg“ genannten Verbindungsstraße nach Rothschönberg widerspiegelt. Im Jahr 1814 schrieb sich der Ort „Berne“, auch die abgeleiteten Formen „Bernshäuser“ und „Börnerhäuser“ waren in Gebrauch. 
Zwischen der Zeit um 1700 und dem Jahr 1955 wurde in Perne Kalkstein abgebaut. Von dem großen Kalkwerk blieben bis heute die Fundamente zweier großer Niederschachtöfen an der Rothschönberger Straße sowie die wassergefüllten Reste des Kalkbruches erhalten. Sie sind als Kulturdenkmal geschützt, daneben gibt es noch ein weiteres Kulturdenkmal im Ort (siehe Liste der Kulturdenkmale in Perne). Eisenstein und Ocker wurden ebenfalls in Perne gewonnen.
Eingepfarrt war die Häuslerzeile nach Burkhardswalde, das Vorwerk jedoch nach Rothschönberg. Die Verwaltung oblag zunächst dem Erbamt Meißen. Danach kam Perne zur Amtshauptmannschaft Meißen, aus der der gleichnamige Landkreis hervorging. Auf Grundlage der Landgemeindeordnung von 1838 erlangte Rothschönberg mit Perne Selbstständigkeit als Landgemeinde, verlor den Status als selbständige Gemeinde jedoch 1973 durch Eingemeindung nach Tanneberg, das wiederum seit 1999 zu Triebischtal gehört. Durch die Eingemeindung von Triebischtal am 1. Juli 2012 ist Perne ein Ortsteil der Gemeinde Klipphausen. Die Ortsteile der früheren Gemeinde Tanneberg, also Tanneberg, Rothschönberg und Perne, bilden innerhalb der Gemeinde Klipphausen eine Ortschaft mit eigenem Ortsvorsteher und neunköpfigem Ortschaftsrat.

## Einwohnerentwicklung
| Jahr | Einwohner |
| ---- | --------- |
| 1834 | 42        |
| 1871 | 51        |
| 1890 | 52        |
| 1925 | 47        |